# Theresa Révay
Theresa Révay, née le 5 février 1965 à Paris, est une écrivaine française et une traductrice.

## Biographie
Après des études de lettres, elle débute en traduisant des romans depuis l'anglais et l'allemand.
Elle sort son premier roman historique en 2002, Valentine ou le Temps des adieux, puis le deuxième en 2005, Livia Grandi ou le Souffle du destin. Son troisième roman, La Louve blanche, sorti en 2008, connaît vite un succès qui entraîne la sortie en 2009 de sa suite Tous les rêves du monde.
Traduite dans de nombreux pays, elle commence à être appréciée pour ses grandes fresques historiques.
Elle reçoit le prix Historia du roman historique en 2014 pour L'Autre rive du Bosphore, paru en 2013, une fresque qui a pour cadre Istanbul en 1918.
Le prix Simone-Veil 2017 lui est attribué pour La Vie ne danse qu'un instant, paru la même année.
Dans La Course parfaite : François Mathet, portrait du maître entraîneur publié en 2021, elle se fait biographe de la vie de l'entraîneur de chevaux de course François Mathet.
En 2022, le prix Domitys lui est décerné pour La Nuit du premier jour (2020), qui dresse le portrait d'une femme lyonnaise sur les routes de la soie à la toute fin du XIXe siècle.

## Œuvres
- L’Ombre d'une femme, La Table ronde, 1988  (ISBN 2-7103-0354-X)
- L’Ouragane, Tsuru, 1990  (ISBN 2-87873-005-4)
- Valentine ou le Temps des adieux, Belfond, 2002  (ISBN 2714438261)
- Livia Grandi ou le Souffle du destin, Belfond, 2005  (ISBN 2714440916)
- La Louve blanche, Belfond, 2008  (ISBN 2714442544)
- Tous les rêves du monde, Belfond, 2009  (ISBN 2714444016)
- Dernier été à Mayfair, Belfond, 2011  (ISBN 978-2714449481)
- L’Autre Rive du Bosphore, Belfond, 2013  (ISBN 978-2714454829)
- La vie ne danse qu’un instant, Albin Michel, 2017  (ISBN 978-2226328687)
- La nuit du premier jour, Albin Michel, 2020  (ISBN 978-2226445810)
- La Course parfaite : François Mathet, portrait du maître entraîneur, Éditions Tallendier, 2021  (ISBN 979-10-210-5082-2)
- Ce parfum rouge, éd. Stock, 2024  (ISBN 978-2-234-09589-2)

## Traductions
- Le Temps des orages de Charlotte Link (juin 2004)
- Un mari pour enjeu de Christina Dodd (juin 2004)
- L'Heure de l'héritage de Charlotte Link (mai 2005)
- Le Cygne d'émeraude de Jane Feather (novembre 2007)